# Tour de Polonia 2017
La 74.ª edición de la competición ciclista Tour de Polonia se celebra en Polonia entre el 29 de julio y el 4 de agosto de 2017 sobre un recorrido de 1132 kilómetros. Comenzando en Cracovia y finalizando en Bukowina Tatrzańska.
La carrera forma parte del UCI WorldTour 2017, siendo la vigésima séptima competición del calendario de máxima categoría mundial.

## Equipos participantes
| WorldTeams (18)- AG2R La Mondiale - Astana - Bahrain-Merida - BMC Racing Team - Bora-Hansgrohe - Cannondale-Drapac - Dimension Data - FDJ - Katusha-Alpecin - Lotto NL-Jumbo - Lotto-Soudal - Movistar Team - Orica-Scott - Quick-Step Floors - Sky - Team Sunweb - Trek-Segafredo - UAE Team Emirates Equipos continentales profesionales (3)- CCC Sprandi Polkowice - Novo Nordisk - Gazprom-RusVelo Equipo nacional- Polonia |
| |

## Recorrido
El Tour de Polonia dispuso de siete etapas para un recorrido total de 1143,5 kilómetros.
| Etapa     | Fecha     | Recorrido                            | type                   | Distancia (km) | Ganador          | Líder            |
| --------- | --------- | ------------------------------------ | ---------------------- | -------------- | ---------------- | ---------------- |
| 1.ª etapa | 29 de jul | Cracovia – Cracovia                  | etapa llana            | 137            | Peter Sagan      | Peter Sagan      |
| 2.ª etapa | 30 de jul | Tarnowskie Góry – Katowice           | etapa escarpada        | 146            | Sacha Modolo     | Danny van Poppel |
| 3.ª etapa | 31 de jul | Jaworzno – Szczyrk                   | etapa de media montaña | 161            | Dylan Teuns      | Peter Sagan      |
| 4.ª etapa | 1 de ago  | Zawiercie – Zabrze                   | etapa llana            | 238            | Caleb Ewan       | Peter Sagan      |
| 5.ª etapa | 2 de ago  | Nagawczyna – Resovia                 | etapa escarpada        | 130            | Danny van Poppel | Peter Sagan      |
| 6.ª etapa | 3 de ago  | Minas de sal de Wieliczka – Zakopane | etapa de media montaña | 199            | Jack Haig        | Dylan Teuns      |
| 7.ª etapa | 4 de ago  | Terma Bukovina – Bukowina Tatrzańska | etapa de media montaña | 132,5          | Wout Poels       | Dylan Teuns      |

## Desarrollo de la carrera

### 1.ª etapa
| Cracovia - Cracovia | etapa llana | (137 km) |

| \| Clasificación de la etapa \| Clasificación de la etapa \| Clasificación de la etapa \| Clasificación de la etapa \| Clasificación de la etapa \| \| Ciclista \| Ciclista \| Equipo \| Tiempo \| \| \| ------------------------- \| ------------------------- \| ------------------------- \| ------------------------- \| ------------------------- \| \| 1.º \| Peter Sagan \| Bora-Hansgrohe \| 2 h 56 min 16 s \| \| \| 2.º \| Caleb Ewan \| Orica-Scott \| + 0 s \| \| \| 3.º \| Danny van Poppel \| Team Sky \| + 0 s \| \| \| 4.º \| Riccardo Minali \| Astana \| + 0 s \| \| \| 5.º \| Niccolò Bonifazio \| Bahrain-Merida \| + 0 s \| \| \| 6.º \| Nathan Haas \| Dimension Data \| + 0 s \| \| \| 7.º \| Roberto Ferrari \| UAE Team Emirates \| + 0 s \| \| \| 8.º \| Paweł Franczak \| Polonia \| + 0 s \| \| \| 9.º \| Boy van Poppel \| Trek-Segafredo \| + 0 s \| \| \| 10.º \| Jens Debusschere \| Lotto-Soudal \| + 0 s \| \| |                   |                   |                 |
| |                   |                   |                 |
| |                   |                   |                 |
| Clasificación de la etapa |                   |                   |                 |
| Ciclista | Ciclista          | Equipo            | Tiempo          |
| 1.º | Peter Sagan       | Bora-Hansgrohe    | 2 h 56 min 16 s |
| 2.º | Caleb Ewan        | Orica-Scott       | + 0 s           |
| 3.º | Danny van Poppel  | Team Sky          | + 0 s           |
| 4.º | Riccardo Minali   | Astana            | + 0 s           |
| 5.º | Niccolò Bonifazio | Bahrain-Merida    | + 0 s           |
| 6.º | Nathan Haas       | Dimension Data    | + 0 s           |
| 7.º | Roberto Ferrari   | UAE Team Emirates | + 0 s           |
| 8.º | Paweł Franczak    | Polonia           | + 0 s           |
| 9.º | Boy van Poppel    | Trek-Segafredo    | + 0 s           |
| 10.º | Jens Debusschere  | Lotto-Soudal      | + 0 s           |

| \| Clasificación general \| Clasificación general \| Clasificación general \| Clasificación general \| Clasificación general \| \| Ciclista \| Ciclista \| Equipo \| Tiempo \| \| \| --------------------- \| --------------------- \| --------------------- \| --------------------- \| --------------------- \| \| 1.º \| Peter Sagan \| Bora-Hansgrohe \| 2 h 56 min 06 s \| \| \| 2.º \| Caleb Ewan \| Orica-Scott \| + 4 s \| \| \| 3.º \| Danny van Poppel \| Team Sky \| + 6 s \| \| \| 4.º \| Nathan Haas \| Dimension Data \| + 9 s \| \| \| 5.º \| Riccardo Minali \| Astana \| + 10 s \| \| \| 6.º \| Niccolò Bonifazio \| Bahrain-Merida \| + 10 s \| \| \| 7.º \| Roberto Ferrari \| UAE Team Emirates \| + 10 s \| \| \| 8.º \| Paweł Franczak \| Polonia \| + 10 s \| \| \| 9.º \| Boy van Poppel \| Trek-Segafredo \| + 10 s \| \| \| 10.º \| Jens Debusschere \| Lotto-Soudal \| + 10 s \| \| |                   |                   |                 |
| |                   |                   |                 |
| |                   |                   |                 |
| Clasificación general |                   |                   |                 |
| Ciclista | Ciclista          | Equipo            | Tiempo          |
| 1.º | Peter Sagan       | Bora-Hansgrohe    | 2 h 56 min 06 s |
| 2.º | Caleb Ewan        | Orica-Scott       | + 4 s           |
| 3.º | Danny van Poppel  | Team Sky          | + 6 s           |
| 4.º | Nathan Haas       | Dimension Data    | + 9 s           |
| 5.º | Riccardo Minali   | Astana            | + 10 s          |
| 6.º | Niccolò Bonifazio | Bahrain-Merida    | + 10 s          |
| 7.º | Roberto Ferrari   | UAE Team Emirates | + 10 s          |
| 8.º | Paweł Franczak    | Polonia           | + 10 s          |
| 9.º | Boy van Poppel    | Trek-Segafredo    | + 10 s          |
| 10.º | Jens Debusschere  | Lotto-Soudal      | + 10 s          |

### 2.ª etapa
| Tarnowskie Góry - Katowice | etapa escarpada | (146 km) |

| \| Clasificación de la etapa \| Clasificación de la etapa \| Clasificación de la etapa \| Clasificación de la etapa \| Clasificación de la etapa \| \| Ciclista \| Ciclista \| Equipo \| Tiempo \| \| \| ------------------------- \| ------------------------- \| ------------------------- \| ------------------------- \| ------------------------- \| \| 1.º \| Sacha Modolo \| UAE Team Emirates \| 3 h 15 min 21 s \| \| \| 2.º \| Danny van Poppel \| Team Sky \| + 0 s \| \| \| 3.º \| Max Walscheid \| Team Sunweb \| + 0 s \| \| \| 4.º \| Boy van Poppel \| Trek-Segafredo \| + 0 s \| \| \| 5.º \| Youcef Reguigui \| Dimension Data \| + 0 s \| \| \| 6.º \| Tom Van Asbroeck \| Cannondale-Drapac \| + 0 s \| \| \| 7.º \| Niccolò Bonifazio \| Bahrain-Merida \| + 0 s \| \| \| 8.º \| Peter Sagan \| Bora-Hansgrohe \| + 0 s \| \| \| 9.º \| Riccardo Minali \| Astana \| + 0 s \| \| \| 10.º \| Nathan Haas \| Dimension Data \| + 0 s \| \| |                   |                   |                 |
| |                   |                   |                 |
| |                   |                   |                 |
| Clasificación de la etapa |                   |                   |                 |
| Ciclista | Ciclista          | Equipo            | Tiempo          |
| 1.º | Sacha Modolo      | UAE Team Emirates | 3 h 15 min 21 s |
| 2.º | Danny van Poppel  | Team Sky          | + 0 s           |
| 3.º | Max Walscheid     | Team Sunweb       | + 0 s           |
| 4.º | Boy van Poppel    | Trek-Segafredo    | + 0 s           |
| 5.º | Youcef Reguigui   | Dimension Data    | + 0 s           |
| 6.º | Tom Van Asbroeck  | Cannondale-Drapac | + 0 s           |
| 7.º | Niccolò Bonifazio | Bahrain-Merida    | + 0 s           |
| 8.º | Peter Sagan       | Bora-Hansgrohe    | + 0 s           |
| 9.º | Riccardo Minali   | Astana            | + 0 s           |
| 10.º | Nathan Haas       | Dimension Data    | + 0 s           |

| \| Clasificación general \| Clasificación general \| Clasificación general \| Clasificación general \| Clasificación general \| \| Ciclista \| Ciclista \| Equipo \| Tiempo \| \| \| --------------------- \| --------------------- \| --------------------- \| --------------------- \| --------------------- \| \| 1.º \| Danny van Poppel \| Team Sky \| 6 h 11 min 27 s \| \| \| 2.º \| Peter Sagan \| Bora-Hansgrohe \| + 0 s \| \| \| 3.º \| Sacha Modolo \| UAE Team Emirates \| + 0 s \| \| \| 4.º \| Caleb Ewan \| Orica-Scott \| + 4 s \| \| \| 5.º \| Max Walscheid \| Team Sunweb \| + 6 s \| \| \| 6.º \| Kamil Gradek \| Polonia \| + 7 s \| \| \| 7.º \| Nathan Haas \| Dimension Data \| + 9 s \| \| \| 8.º \| Wout Poels \| Team Sky \| + 9 s \| \| \| 9.º \| Niccolò Bonifazio \| Bahrain-Merida \| + 10 s \| \| \| 10.º \| Boy van Poppel \| Trek-Segafredo \| + 10 s \| \| |                   |                   |                 |
| |                   |                   |                 |
| |                   |                   |                 |
| Clasificación general |                   |                   |                 |
| Ciclista | Ciclista          | Equipo            | Tiempo          |
| 1.º | Danny van Poppel  | Team Sky          | 6 h 11 min 27 s |
| 2.º | Peter Sagan       | Bora-Hansgrohe    | + 0 s           |
| 3.º | Sacha Modolo      | UAE Team Emirates | + 0 s           |
| 4.º | Caleb Ewan        | Orica-Scott       | + 4 s           |
| 5.º | Max Walscheid     | Team Sunweb       | + 6 s           |
| 6.º | Kamil Gradek      | Polonia           | + 7 s           |
| 7.º | Nathan Haas       | Dimension Data    | + 9 s           |
| 8.º | Wout Poels        | Team Sky          | + 9 s           |
| 9.º | Niccolò Bonifazio | Bahrain-Merida    | + 10 s          |
| 10.º | Boy van Poppel    | Trek-Segafredo    | + 10 s          |

### 3.ª etapa
| Jaworzno - Szczyrk | etapa de media montaña | (161 km) |

| \| Clasificación de la etapa \| Clasificación de la etapa \| Clasificación de la etapa \| Clasificación de la etapa \| Clasificación de la etapa \| \| Ciclista \| Ciclista \| Equipo \| Tiempo \| \| \| ------------------------- \| ------------------------- \| ------------------------- \| ------------------------- \| ------------------------- \| \| 1.º \| Dylan Teuns \| BMC Racing Team \| 3 h 51 min 41 s \| \| \| 2.º \| Peter Sagan \| Bora-Hansgrohe \| + 0 s \| \| \| 3.º \| Rafał Majka \| Bora-Hansgrohe \| + 0 s \| \| \| 4.º \| Wilco Kelderman \| Team Sunweb \| + 0 s \| \| \| 5.º \| Tom Slagter \| Cannondale-Drapac \| + 5 s \| \| \| 6.º \| Odd Christian Eiking \| FDJ \| + 7 s \| \| \| 7.º \| Domenico Pozzovivo \| AG2R La Mondiale \| + 8 s \| \| \| 8.º \| Adam Yates \| Orica-Scott \| + 9 s \| \| \| 9.º \| Wout Poels \| Team Sky \| + 12 s \| \| \| 10.º \| Sam Oomen \| Team Sunweb \| + 14 s \| \| |                      |                   |                 |
| |                      |                   |                 |
| |                      |                   |                 |
| Clasificación de la etapa |                      |                   |                 |
| Ciclista | Ciclista             | Equipo            | Tiempo          |
| 1.º | Dylan Teuns          | BMC Racing Team   | 3 h 51 min 41 s |
| 2.º | Peter Sagan          | Bora-Hansgrohe    | + 0 s           |
| 3.º | Rafał Majka          | Bora-Hansgrohe    | + 0 s           |
| 4.º | Wilco Kelderman      | Team Sunweb       | + 0 s           |
| 5.º | Tom Slagter          | Cannondale-Drapac | + 5 s           |
| 6.º | Odd Christian Eiking | FDJ               | + 7 s           |
| 7.º | Domenico Pozzovivo   | AG2R La Mondiale  | + 8 s           |
| 8.º | Adam Yates           | Orica-Scott       | + 9 s           |
| 9.º | Wout Poels           | Team Sky          | + 12 s          |
| 10.º | Sam Oomen            | Team Sunweb       | + 14 s          |

| \| Clasificación general \| Clasificación general \| Clasificación general \| Clasificación general \| Clasificación general \| \| Ciclista \| Ciclista \| Equipo \| Tiempo \| \| \| --------------------- \| --------------------- \| --------------------- \| --------------------- \| --------------------- \| \| 1.º \| Peter Sagan \| Bora-Hansgrohe \| 10 h 03 min 02 s \| \| \| 2.º \| Dylan Teuns \| BMC Racing Team \| + 6 s \| \| \| 3.º \| Rafał Majka \| Bora-Hansgrohe \| + 12 s \| \| \| 4.º \| Wilco Kelderman \| Team Sunweb \| + 16 s \| \| \| 5.º \| Tom Slagter \| Cannondale-Drapac \| + 21 s \| \| \| 6.º \| Odd Christian Eiking \| FDJ \| + 23 s \| \| \| 7.º \| Domenico Pozzovivo \| AG2R La Mondiale \| + 24 s \| \| \| 8.º \| Wout Poels \| Team Sky \| + 25 s \| \| \| 9.º \| Adam Yates \| Orica-Scott \| + 25 s \| \| \| 10.º \| Nathan Haas \| Dimension Data \| + 29 s \| \| |                      |                   |                  |
| |                      |                   |                  |
| |                      |                   |                  |
| Clasificación general |                      |                   |                  |
| Ciclista | Ciclista             | Equipo            | Tiempo           |
| 1.º | Peter Sagan          | Bora-Hansgrohe    | 10 h 03 min 02 s |
| 2.º | Dylan Teuns          | BMC Racing Team   | + 6 s            |
| 3.º | Rafał Majka          | Bora-Hansgrohe    | + 12 s           |
| 4.º | Wilco Kelderman      | Team Sunweb       | + 16 s           |
| 5.º | Tom Slagter          | Cannondale-Drapac | + 21 s           |
| 6.º | Odd Christian Eiking | FDJ               | + 23 s           |
| 7.º | Domenico Pozzovivo   | AG2R La Mondiale  | + 24 s           |
| 8.º | Wout Poels           | Team Sky          | + 25 s           |
| 9.º | Adam Yates           | Orica-Scott       | + 25 s           |
| 10.º | Nathan Haas          | Dimension Data    | + 29 s           |

### 4.ª etapa
| Zawiercie - Zabrze | etapa llana | (238 km) |

| \| Clasificación de la etapa \| Clasificación de la etapa \| Clasificación de la etapa \| Clasificación de la etapa \| Clasificación de la etapa \| \| Ciclista \| Ciclista \| Equipo \| Tiempo \| \| \| ------------------------- \| ------------------------- \| ------------------------- \| ------------------------- \| ------------------------- \| \| 1.º \| Caleb Ewan \| Orica-Scott \| 5 h 38 min 49 s \| \| \| 2.º \| Danny van Poppel \| Team Sky \| + 0 s \| \| \| 3.º \| Peter Sagan \| Bora-Hansgrohe \| + 0 s \| \| \| 4.º \| Danny van Poppel \| Team Sky \| + 0 s \| \| \| 5.º \| Sacha Modolo \| UAE Team Emirates \| + 0 s \| \| \| 6.º \| Lorrenzo Manzin \| FDJ \| + 0 s \| \| \| 7.º \| Tom Van Asbroeck \| Cannondale-Drapac \| + 0 s \| \| \| 8.º \| Enrico Battaglin \| LottoNL-Jumbo \| + 0 s \| \| \| 9.º \| Alan Banaszek \| CCC Sprandi Polkowice \| + 0 s \| \| \| 10.º \| Roberto Ferrari \| UAE Team Emirates \| + 0 s \| \| |                  |                       |                 |
| |                  |                       |                 |
| |                  |                       |                 |
| Clasificación de la etapa |                  |                       |                 |
| Ciclista | Ciclista         | Equipo                | Tiempo          |
| 1.º | Caleb Ewan       | Orica-Scott           | 5 h 38 min 49 s |
| 2.º | Danny van Poppel | Team Sky              | + 0 s           |
| 3.º | Peter Sagan      | Bora-Hansgrohe        | + 0 s           |
| 4.º | Danny van Poppel | Team Sky              | + 0 s           |
| 5.º | Sacha Modolo     | UAE Team Emirates     | + 0 s           |
| 6.º | Lorrenzo Manzin  | FDJ                   | + 0 s           |
| 7.º | Tom Van Asbroeck | Cannondale-Drapac     | + 0 s           |
| 8.º | Enrico Battaglin | LottoNL-Jumbo         | + 0 s           |
| 9.º | Alan Banaszek    | CCC Sprandi Polkowice | + 0 s           |
| 10.º | Roberto Ferrari  | UAE Team Emirates     | + 0 s           |

| \| Clasificación general \| Clasificación general \| Clasificación general \| Clasificación general \| Clasificación general \| \| Ciclista \| Ciclista \| Equipo \| Tiempo \| \| \| --------------------- \| --------------------- \| --------------------- \| --------------------- \| --------------------- \| \| 1.º \| Peter Sagan \| Bora-Hansgrohe \| 15 h 41 min 47 s \| \| \| 2.º \| Dylan Teuns \| BMC Racing Team \| + 10 s \| \| \| 3.º \| Rafał Majka \| Bora-Hansgrohe \| + 16 s \| \| \| 4.º \| Wilco Kelderman \| Team Sunweb \| + 20 s \| \| \| 5.º \| Tom Slagter \| Cannondale-Drapac \| + 25 s \| \| \| 6.º \| Odd Christian Eiking \| FDJ \| + 27 s \| \| \| 7.º \| Domenico Pozzovivo \| AG2R La Mondiale \| + 28 s \| \| \| 8.º \| Wout Poels \| Team Sky \| + 29 s \| \| \| 9.º \| Adam Yates \| Orica-Scott \| + 29 s \| \| \| 10.º \| Nathan Haas \| Dimension Data \| + 34 s \| \| |                      |                   |                  |
| |                      |                   |                  |
| |                      |                   |                  |
| Clasificación general |                      |                   |                  |
| Ciclista | Ciclista             | Equipo            | Tiempo           |
| 1.º | Peter Sagan          | Bora-Hansgrohe    | 15 h 41 min 47 s |
| 2.º | Dylan Teuns          | BMC Racing Team   | + 10 s           |
| 3.º | Rafał Majka          | Bora-Hansgrohe    | + 16 s           |
| 4.º | Wilco Kelderman      | Team Sunweb       | + 20 s           |
| 5.º | Tom Slagter          | Cannondale-Drapac | + 25 s           |
| 6.º | Odd Christian Eiking | FDJ               | + 27 s           |
| 7.º | Domenico Pozzovivo   | AG2R La Mondiale  | + 28 s           |
| 8.º | Wout Poels           | Team Sky          | + 29 s           |
| 9.º | Adam Yates           | Orica-Scott       | + 29 s           |
| 10.º | Nathan Haas          | Dimension Data    | + 34 s           |

### 5.ª etapa
| Nagawczyna - Resovia | etapa escarpada | (130 km) |

| \| Clasificación de la etapa \| Clasificación de la etapa \| Clasificación de la etapa \| Clasificación de la etapa \| Clasificación de la etapa \| \| Ciclista \| Ciclista \| Equipo \| Tiempo \| \| \| ------------------------- \| ------------------------- \| ------------------------- \| ------------------------- \| ------------------------- \| \| 1.º \| Danny van Poppel \| Team Sky \| 2 h 59 min 44 s \| \| \| 2.º \| Luka Mezgec \| Orica-Scott \| + 0 s \| \| \| 3.º \| Peter Sagan \| Bora-Hansgrohe \| + 0 s \| \| \| 4.º \| Roberto Ferrari \| UAE Team Emirates \| + 0 s \| \| \| 5.º \| Enrico Battaglin \| LottoNL-Jumbo \| + 0 s \| \| \| 6.º \| Niccolò Bonifazio \| Bahrain-Merida \| + 0 s \| \| \| 7.º \| Daniel Oss \| BMC Racing Team \| + 0 s \| \| \| 8.º \| José Joaquín Rojas \| Movistar Team \| + 0 s \| \| \| 9.º \| Tomasz Marczynski \| Lotto-Soudal \| + 0 s \| \| \| 10.º \| Łukasz Wiśniowski \| Team Sky \| + 0 s \| \| |                    |                   |                 |
| |                    |                   |                 |
| |                    |                   |                 |
| Clasificación de la etapa |                    |                   |                 |
| Ciclista | Ciclista           | Equipo            | Tiempo          |
| 1.º | Danny van Poppel   | Team Sky          | 2 h 59 min 44 s |
| 2.º | Luka Mezgec        | Orica-Scott       | + 0 s           |
| 3.º | Peter Sagan        | Bora-Hansgrohe    | + 0 s           |
| 4.º | Roberto Ferrari    | UAE Team Emirates | + 0 s           |
| 5.º | Enrico Battaglin   | LottoNL-Jumbo     | + 0 s           |
| 6.º | Niccolò Bonifazio  | Bahrain-Merida    | + 0 s           |
| 7.º | Daniel Oss         | BMC Racing Team   | + 0 s           |
| 8.º | José Joaquín Rojas | Movistar Team     | + 0 s           |
| 9.º | Tomasz Marczynski  | Lotto-Soudal      | + 0 s           |
| 10.º | Łukasz Wiśniowski  | Team Sky          | + 0 s           |

| \| Clasificación general \| Clasificación general \| Clasificación general \| Clasificación general \| Clasificación general \| \| Ciclista \| Ciclista \| Equipo \| Tiempo \| \| \| --------------------- \| --------------------- \| --------------------- \| --------------------- \| --------------------- \| \| 1.º \| Peter Sagan \| Bora-Hansgrohe \| 18 h 41 min 27 s \| \| \| 2.º \| Dylan Teuns \| BMC Racing Team \| + 14 s \| \| \| 3.º \| Rafał Majka \| Bora-Hansgrohe \| + 20 s \| \| \| 4.º \| Wilco Kelderman \| Team Sunweb \| + 24 s \| \| \| 5.º \| Odd Christian Eiking \| FDJ \| + 31 s \| \| \| 6.º \| Domenico Pozzovivo \| AG2R La Mondiale \| + 32 s \| \| \| 7.º \| Wout Poels \| Team Sky \| + 33 s \| \| \| 8.º \| Adam Yates \| Orica-Scott \| + 33 s \| \| \| 9.º \| Sam Oomen \| Team Sunweb \| + 38 s \| \| \| 10.º \| Vincenzo Nibali \| Bahrain-Merida \| + 39 s \| \| |                      |                  |                  |
| |                      |                  |                  |
| |                      |                  |                  |
| Clasificación general |                      |                  |                  |
| Ciclista | Ciclista             | Equipo           | Tiempo           |
| 1.º | Peter Sagan          | Bora-Hansgrohe   | 18 h 41 min 27 s |
| 2.º | Dylan Teuns          | BMC Racing Team  | + 14 s           |
| 3.º | Rafał Majka          | Bora-Hansgrohe   | + 20 s           |
| 4.º | Wilco Kelderman      | Team Sunweb      | + 24 s           |
| 5.º | Odd Christian Eiking | FDJ              | + 31 s           |
| 6.º | Domenico Pozzovivo   | AG2R La Mondiale | + 32 s           |
| 7.º | Wout Poels           | Team Sky         | + 33 s           |
| 8.º | Adam Yates           | Orica-Scott      | + 33 s           |
| 9.º | Sam Oomen            | Team Sunweb      | + 38 s           |
| 10.º | Vincenzo Nibali      | Bahrain-Merida   | + 39 s           |

### 6.ª etapa
| Minas de sal de Wieliczka - Zakopane | etapa de media montaña | (199 km) |

| \| Clasificación de la etapa \| Clasificación de la etapa \| Clasificación de la etapa \| Clasificación de la etapa \| Clasificación de la etapa \| \| Ciclista \| Ciclista \| Equipo \| Tiempo \| \| \| ------------------------- \| ------------------------- \| ------------------------- \| ------------------------- \| ------------------------- \| \| 1.º \| Jack Haig \| Orica-Scott \| 4 h 58 min 55 s \| \| \| 2.º \| Wout Poels \| Team Sky \| + 51 s \| \| \| 3.º \| Bob Jungels \| Quick-Step Floors \| + 51 s \| \| \| 4.º \| Rui Alberto Costa \| UAE Team Emirates \| + 51 s \| \| \| 5.º \| Wilco Kelderman \| Team Sunweb \| + 51 s \| \| \| 6.º \| Vincenzo Nibali \| Bahrain-Merida \| + 51 s \| \| \| 7.º \| Ilnur Zakarin \| Katusha-Alpecin \| + 51 s \| \| \| 8.º \| Rafał Majka \| Bora-Hansgrohe \| + 51 s \| \| \| 9.º \| Adam Yates \| Orica-Scott \| + 51 s \| \| \| 10.º \| Sam Oomen \| Team Sunweb \| + 51 s \| \| |                   |                   |                 |
| |                   |                   |                 |
| |                   |                   |                 |
| Clasificación de la etapa |                   |                   |                 |
| Ciclista | Ciclista          | Equipo            | Tiempo          |
| 1.º | Jack Haig         | Orica-Scott       | 4 h 58 min 55 s |
| 2.º | Wout Poels        | Team Sky          | + 51 s          |
| 3.º | Bob Jungels       | Quick-Step Floors | + 51 s          |
| 4.º | Rui Alberto Costa | UAE Team Emirates | + 51 s          |
| 5.º | Wilco Kelderman   | Team Sunweb       | + 51 s          |
| 6.º | Vincenzo Nibali   | Bahrain-Merida    | + 51 s          |
| 7.º | Ilnur Zakarin     | Katusha-Alpecin   | + 51 s          |
| 8.º | Rafał Majka       | Bora-Hansgrohe    | + 51 s          |
| 9.º | Adam Yates        | Orica-Scott       | + 51 s          |
| 10.º | Sam Oomen         | Team Sunweb       | + 51 s          |

| \| Clasificación general \| Clasificación general \| Clasificación general \| Clasificación general \| Clasificación general \| \| Ciclista \| Ciclista \| Equipo \| Tiempo \| \| \| --------------------- \| --------------------- \| --------------------- \| --------------------- \| --------------------- \| \| 1.º \| Dylan Teuns \| BMC Racing Team \| 23 h 41 min 27 s \| \| \| 2.º \| Rafał Majka \| Bora-Hansgrohe \| + 6 s \| \| \| 3.º \| Wilco Kelderman \| Team Sunweb \| + 10 s \| \| \| 4.º \| Wout Poels \| Team Sky \| + 13 s \| \| \| 5.º \| Domenico Pozzovivo \| AG2R La Mondiale \| + 18 s \| \| \| 6.º \| Adam Yates \| Orica-Scott \| + 19 s \| \| \| 7.º \| Sam Oomen \| Team Sunweb \| + 24 s \| \| \| 8.º \| Vincenzo Nibali \| Bahrain-Merida \| + 25 s \| \| \| 9.º \| Rui Alberto Costa \| UAE Team Emirates \| + 28 s \| \| \| 10.º \| Bob Jungels \| Quick-Step Floors \| + 29 s \| \| |                    |                   |                  |
| |                    |                   |                  |
| |                    |                   |                  |
| Clasificación general |                    |                   |                  |
| Ciclista | Ciclista           | Equipo            | Tiempo           |
| 1.º | Dylan Teuns        | BMC Racing Team   | 23 h 41 min 27 s |
| 2.º | Rafał Majka        | Bora-Hansgrohe    | + 6 s            |
| 3.º | Wilco Kelderman    | Team Sunweb       | + 10 s           |
| 4.º | Wout Poels         | Team Sky          | + 13 s           |
| 5.º | Domenico Pozzovivo | AG2R La Mondiale  | + 18 s           |
| 6.º | Adam Yates         | Orica-Scott       | + 19 s           |
| 7.º | Sam Oomen          | Team Sunweb       | + 24 s           |
| 8.º | Vincenzo Nibali    | Bahrain-Merida    | + 25 s           |
| 9.º | Rui Alberto Costa  | UAE Team Emirates | + 28 s           |
| 10.º | Bob Jungels        | Quick-Step Floors | + 29 s           |

### 7.ª etapa
| Terma Bukovina - Bukowina Tatrzańska | etapa de media montaña | (132,5 km) |

| \| Clasificación de la etapa \| Clasificación de la etapa \| Clasificación de la etapa \| Clasificación de la etapa \| Clasificación de la etapa \| \| Ciclista \| Ciclista \| Equipo \| Tiempo \| \| \| ------------------------- \| ------------------------- \| ------------------------- \| ------------------------- \| ------------------------- \| \| 1.º \| Wout Poels \| Team Sky \| 3 h 26 min 20 s \| \| \| 2.º \| Adam Yates \| Orica-Scott \| + 0 s \| \| \| 3.º \| Rafał Majka \| Bora-Hansgrohe \| + 0 s \| \| \| 4.º \| Wilco Kelderman \| Team Sunweb \| + 0 s \| \| \| 5.º \| Dylan Teuns \| BMC Racing Team \| + 0 s \| \| \| 6.º \| Domenico Pozzovivo \| AG2R La Mondiale \| + 5 s \| \| \| 7.º \| Sam Oomen \| Team Sunweb \| + 12 s \| \| \| 8.º \| Jack Haig \| Orica-Scott \| + 14 s \| \| \| 9.º \| Tejay van Garderen \| BMC Racing Team \| + 18 s \| \| \| 10.º \| Rui Alberto Costa \| UAE Team Emirates \| + 54 s \| \| |                    |                   |                 |
| |                    |                   |                 |
| |                    |                   |                 |
| Clasificación de la etapa |                    |                   |                 |
| Ciclista | Ciclista           | Equipo            | Tiempo          |
| 1.º | Wout Poels         | Team Sky          | 3 h 26 min 20 s |
| 2.º | Adam Yates         | Orica-Scott       | + 0 s           |
| 3.º | Rafał Majka        | Bora-Hansgrohe    | + 0 s           |
| 4.º | Wilco Kelderman    | Team Sunweb       | + 0 s           |
| 5.º | Dylan Teuns        | BMC Racing Team   | + 0 s           |
| 6.º | Domenico Pozzovivo | AG2R La Mondiale  | + 5 s           |
| 7.º | Sam Oomen          | Team Sunweb       | + 12 s          |
| 8.º | Jack Haig          | Orica-Scott       | + 14 s          |
| 9.º | Tejay van Garderen | BMC Racing Team   | + 18 s          |
| 10.º | Rui Alberto Costa  | UAE Team Emirates | + 54 s          |

## Clasificaciones finales
Las clasificaciones finalizaron de la siguiente forma:

### Clasificación general
| \| Clasificación general \| Clasificación general \| Clasificación general \| Clasificación general \| Clasificación general \| \| Ciclista \| Ciclista \| Equipo \| Tiempo \| \| \| --------------------- \| --------------------- \| --------------------- \| --------------------- \| --------------------- \| \| 1.º \| Dylan Teuns \| BMC Racing Team \| 27 h 07 min 47 s \| \| \| 2.º \| Rafał Majka \| Bora-Hansgrohe \| + 2 s \| \| \| 3.º \| Wout Poels \| Team Sky \| + 3 s \| \| \| 4.º \| Wilco Kelderman \| Team Sunweb \| + 10 s \| \| \| 5.º \| Adam Yates \| Orica-Scott \| + 13 s \| \| \| 6.º \| Domenico Pozzovivo \| AG2R La Mondiale \| + 23 s \| \| \| 7.º \| Sam Oomen \| Team Sunweb \| + 36 s \| \| \| 8.º \| Jack Haig \| Orica-Scott \| + 57 s \| \| \| 9.º \| Vincenzo Nibali \| Bahrain-Merida \| + 1 min 19 s \| \| \| 10.º \| Rui Alberto Costa \| UAE Team Emirates \| + 1 min 22 s \| \| |                    |                   |                  |
| |                    |                   |                  |
| |                    |                   |                  |
| Clasificación general |                    |                   |                  |
| Ciclista | Ciclista           | Equipo            | Tiempo           |
| 1.º | Dylan Teuns        | BMC Racing Team   | 27 h 07 min 47 s |
| 2.º | Rafał Majka        | Bora-Hansgrohe    | + 2 s            |
| 3.º | Wout Poels         | Team Sky          | + 3 s            |
| 4.º | Wilco Kelderman    | Team Sunweb       | + 10 s           |
| 5.º | Adam Yates         | Orica-Scott       | + 13 s           |
| 6.º | Domenico Pozzovivo | AG2R La Mondiale  | + 23 s           |
| 7.º | Sam Oomen          | Team Sunweb       | + 36 s           |
| 8.º | Jack Haig          | Orica-Scott       | + 57 s           |
| 9.º | Vincenzo Nibali    | Bahrain-Merida    | + 1 min 19 s     |
| 10.º | Rui Alberto Costa  | UAE Team Emirates | + 1 min 22 s     |

## Evolución de las clasificaciones
| Etapa                   | Vencedor                | Clasificación general | Clasificación por puntos | Clasificación de la montaña | Clasificación de las metas volantes | Clasificación por equipos |
| ----------------------- | ----------------------- | --------------------- | ------------------------ | --------------------------- | ----------------------------------- | ------------------------- |
| 1.ª                     | Peter Sagan             | Peter Sagan           | Peter Sagan              | Martijn Keizer              | Martijn Keizer                      | Gazprom-RusVelo           |
| 2.ª                     | Sacha Modolo            | Danny van Poppel      | Danny van Poppel         | Martijn Keizer              | Adrian Kurek                        | Dimension Data            |
| 3.ª                     | Dylan Teuns             | Peter Sagan           | Peter Sagan              | Diego Rosa                  | Adrian Kurek                        | Bora-Hansgrohe            |
| 4.ª                     | Caleb Ewan              | Peter Sagan           | Peter Sagan              | Maciej Paterski             | Bert-Jan Lindeman                   | Bora-Hansgrohe            |
| 5.ª                     | Danny van Poppel        | Peter Sagan           | Peter Sagan              | Maxime Monfort              | Bert-Jan Lindeman                   | Bora-Hansgrohe            |
| 6.ª                     | Jack Haig               | Dylan Teuns           | Peter Sagan              | Antwan Tolhoek              | Bert-Jan Lindeman                   | Lotto Soudal              |
| 7.ª                     | Wout Poels              | Dylan Teuns           | Peter Sagan              | Diego Rosa                  | Bert-Jan Lindeman                   | Lotto Soudal              |
| Clasificaciones finales | Clasificaciones finales | Dylan Teuns           | Peter Sagan              | Diego Rosa                  | Bert-Jan Lindeman                   | Lotto Soudal              |

## UCI World Ranking
El Tour de Polonia otorga puntos para el UCI WorldTour 2017 y el UCI World Ranking, este último para corredores de los equipos en las categorías UCI ProTeam, Profesional Continental y Equipos Continentales. Las siguientes tablas son el baremo de puntuación y los corredores que obtuvieron puntos:
| Posición              | 1.ª | 2.ª | 3.ª | 4.ª | 5.ª | 6.ª | 7.ª | 8.ª | 9.ª | 10.ª |
| Clasificación general | 400 | 320 | 260 | 220 | 180 | 140 | 120 | 100 | 80  | 68   |
| Por etapa             | 50  | 20  | 8   |     |     |     |     |     |     |      |
| Líder                 | 8   |     |     |     |     |     |     |     |     |      |

| Clasificación | Clasificación      | Clasificación    | Clasificación | Clasificación | Clasificación | Clasificación |
| Posición      | Ciclista           | Equipo           | General       | Etapa         | Líder         | Total         |
| ------------- | ------------------ | ---------------- | ------------- | ------------- | ------------- | ------------- |
| 1.º           | Dylan Teuns        | BMC Racing       | 400           | 50            | 8             | 458           |
| 2.º           | Rafał Majka        | Bora-Hansgrohe   | 320           | 16            | -             | 336           |
| 3.º           | Wout Poels         | Sky              | 260           | 70            | -             | 330           |
| 4.º           | Wilco Kelderman    | Sunweb           | 220           | -             | -             | 220           |
| 5.º           | Adam Yates         | Orica-Scott      | 180           | 20            | -             | 200           |
| 6.º           | Jack Haig          | Orica-Scott      | 100           | 50            | -             | 150           |
| 7.º           | Domenico Pozzovivo | Ag2r La Mondiale | 140           | -             | -             | 140           |
| 8.º           | Peter Sagan        | Bora-Hansgrohe   | 8             | 86            | 32            | 126           |
| 9.º           | Sam Oomen          | Sunweb           | 120           | -             | -             | 120           |
| 10.º          | Danny van Poppel   | Sky              | -             | 98            | 8             | 106           |